# Sârbii-Măgura
Sârbii-Măgura is een Roemeense gemeente in het district Olt.
Sârbii-Măgura telt 2211 inwoners.